# 柯本角
柯本角（英語：Köppen Point），是南極洲的海岬，位於南喬治亞群島，處於皇家灣，以氣象學家弗拉迪米爾·彼得·柯本命名，該海岬由英國海外領土管轄。